# Kūh-e Bar Āftāb-e Jangā
Kūh-e Bar Āftāb-e Jangā (persiska: کوه بر آفتاب جنگا) är ett berg i Iran.   Det ligger i provinsen Markazi, i den centrala delen av landet, 210 km sydväst om huvudstaden Teheran. Toppen på Kūh-e Bar Āftāb-e Jangā är 2 501 meter över havet, eller 232 meter över den omgivande terrängen. Bredden vid basen är 2,3 km.
Terrängen runt Kūh-e Bar Āftāb-e Jangā är huvudsakligen kuperad. Runt Kūh-e Bar Āftāb-e Jangā är det ganska glesbefolkat, med 29 invånare per kvadratkilometer. Närmaste större samhälle är Bozī Jān, 18,0 km söder om Kūh-e Bar Āftāb-e Jangā. Trakten runt Kūh-e Bar Āftāb-e Jangā består i huvudsak av gräsmarker.